# Холоповицы (Волосовский район)
Хо́лоповицы (фин. Holopitsa) — деревня в Волосовском районе Ленинградской области. Входит в состав Калитинского сельского поселения.

## История
Впервые упоминается в Писцовой книге Водской пятины 1500 года как сельцо Холопья Весь в Егорьевском Вздылицком погосте.
Затем — как пустошь Holopia Vess Ödhe во Вздылицком погосте в шведских «Писцовых книгах Ижорской земли» 1618—1623 годов.
На карте Ингерманландии А. И. Бергенгейма, составленной по шведским материалам 1676 года, она обозначена как мыза Holawits.
На шведской «Генеральной карте провинции Ингерманландии» 1704 года — как деревня Hollopovits.
Как деревня Голлоповицы она обозначена на «Географическом чертеже Ижорской земли» Адриана Шонбека 1705 года.
На карте Санкт-Петербургской губернии Я. Ф. Шмидта 1770 года упоминается лишь смежная деревня Курковицы.

ХОЛОПОВИЦЫ — мыза и деревня принадлежат коллежскому советнику Веницианову, число жителей по ревизии: 50 м. п., 49 ж. п. (1838 год)

Согласно карте Ф. Ф. Шуберта в 1844 году деревня Холоповицы насчитывала 37 крестьянских дворов.
На этнографической карте Санкт-Петербургской губернии П. И. Кёппена 1849 года она обозначена как деревня «Holobitz», расположенная в ареале расселения савакотов. В пояснительном тексте к этнографической карте указано количество проживающих в ней ингерманландцев на 1848 год: 31 м п., 41 ж. п., всего 72 человека и указано, что в деревне есть ещё русское население.
Согласно 9-й ревизии 1850 года деревни Холоповицы и Христиания принадлежали помещице Христиане Ивановне Вишняковой.

ХОЛОПОВИЦЫ — деревня госпожи Вишняковой, по просёлочной дороге, число дворов — 17, число душ — 60 м. п. (1856 год)

ХРИСТИАНИЯ (ХОЛОПОВИЦЫ) — мыза владельческая при колодцах и ключах, число дворов — 2, число жителей: 2 м. п., 2 ж. п.

ХОЛОПОВИЦЫ — деревня владельческая при колодцах, число дворов — 20, число жителей: 54 м. п., 48 ж. п.

ХОЛОПОВИЦЫ — деревня владельческая при пруде и колодце, число дворов — 12, число жителей: 26 м. п., 26 ж. п. (1862 год)

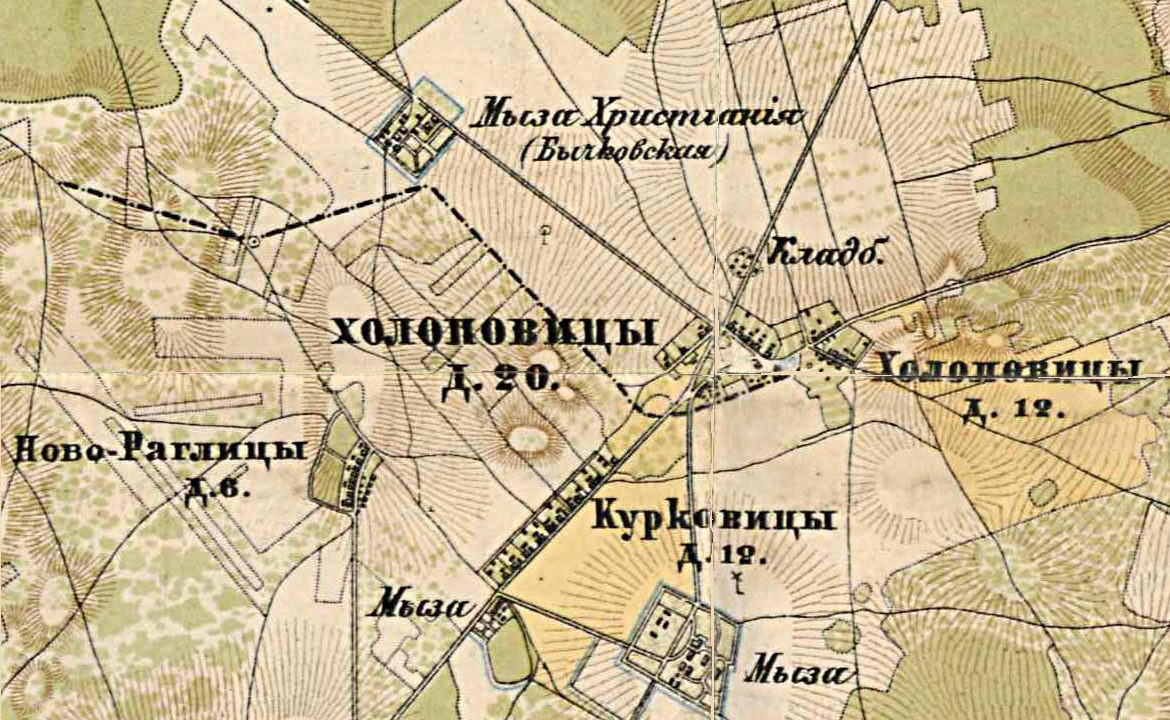
Деревни Холоповицы на карте 1885 года

В 1885 году деревня Холоповицы насчитывала 20 дворов, смежная с ней деревня Холоповицы (Собакина) — 12.
Согласно материалам по статистике народного хозяйства Петергофского уезда 1887 года мыза Христиания площадью 402 десятины принадлежала вдове генерал-лейтенанта Х. И. Вишняковой, она была приобретена до 1868 года.
В конце XIX — начале XX века между деревнями Холоповицы проходила граница между уездами. Деревня Холоповицы административно относилась к Губаницкой волости 1-го стана Петергофского уезда (в начале XX века — 2-го стана), а деревня Холоповицы (Собакина) относилась к Сосницкой волости 2-го стана Царскосельского уезда. Население деревень было однородным — финским.
По данным «Памятной книжки Санкт-Петербургской губернии» за 1905 год мыза Христиания Губаницкой волости площадью 391 десятина принадлежала отставному поручику Николаю Владимировичу Вишнякову, а пустошь Холоповицы Сосницкой волости — лейтенанту Фёдору Николаевичу Ломену.
К 1913 году количество дворов увеличилось до 44.
В 1917 году деревни назывались Старые Эстонские Холоповицы и Старые Русские Холоповицы и входили в состав Сосницкой волости Царскосельского уезда.
До 1922 года деревни Старые Эстонские Холоповицы и Старые Русские Холоповицы входили в состав Холоповицкого сельсовета Калитинской волости Детскосельского уезда. С 1922 года Старые Эстонские Холоповицы и Старые Русские Холоповицы в составе Липогорского сельсовета.
С 1923 года Старые Эстонские Холоповицы и Старые Русские Холоповицы в составе Озерского сельсовета Венгисаровской волости Троцкого уезда.
С 1924 года Старые Эстонские Холоповицы и Старые Русские Холоповицы в составе Калитинского сельсовета.
Согласно данным переписи населения СССР 1926 года в деревне Русские (Старые) Холоповицы проживали 111 человек, большинство русские, а также финны и эстонцы; в смежной деревне Старые Холоповицы (Собакино) того же сельсовета — 93 человека, все финны.
С 1927 года Старые Холоповицы в составе Волосовского района.
По административным данным 1933 года деревня Холоповицы входила в состав Калитинского сельсовета Волосовского района.

Деревня Холоповицы на карте 1934 года

Согласно топографической карте 1934 года деревня называлась Холоповицы-Собакина и насчитывала 44 двора.
Деревня была освобождена от немецко-фашистских оккупантов 28 января 1944 года.
С 1950 года Старые Эстонские Холоповицы и Старые Русские Холоповицы — единая деревня Старые Холоповицы.
С 1963 года Старые Холоповицы в составе Кингисеппского района.
С 1965 года Старые Холоповицы вновь в составе Волосовского района. В 1965 году население деревни Старые Холоповицы составляло 154 человека.
В 1966, 1973 и 1990 годах деревня Холоповицы также входила в состав Калитинского сельсовета.
В 1997 году в деревне проживали 60 человек, в 2002 году — 55 человек (русские — 85 %), в 2007 году — 65.

## География
Деревня расположена в восточной части района на автодороге 41К-356 (Курковицы — Глумицы).
Расстояние до административного центра поселения — 3 км.
Расстояние до ближайшей железнодорожной станции Кикерино — 6,5 км.

## Демография
| 1838 | 1848 | 1862 | 1997 | 2002 | 2007 | 2010 |
| ---- | ---- | ---- | ---- | ---- | ---- | ---- |
| 99   | ↘72  | ↗158 | ↘60  | ↘55  | ↗65  | ↘32  |
| 2017 |      |      |      |      |      |      |
| ↗62  |      |      |      |      |      |      |

### Национальный состав
Согласно данным Всероссийской переписи населения 2021 года в деревне проживали 82 человека, из них:
 русские — 69, остальные национальность не указали.

## Достопримечательности
- Древний водский курганно-жальничный могильник у северной окраины деревни с 23 захоронениями[37][38]